# Juraj Križanić
Juraj Križanić (auch Krizanovic; * 1618 in Obrh bei Ribnik; † 12. September 1683 in der Schlacht am Kahlenberg) war ein kroatischer Theologe, Schriftsteller, Politiker und einer der ersten Befürworter des Panslawismus unter russischer Führung.
Križanić engagierte sich für die Vereinigung der Slawen unter der Führung Russlands und des Heiligen Stuhls. Ein für die damalige Zeit revolutionärer Gedanke, der unter seinen Zeitgenossen jedoch weitgehend unbekannt blieb, da seine Schriften erst im 19. und 20. Jahrhundert veröffentlicht wurden.

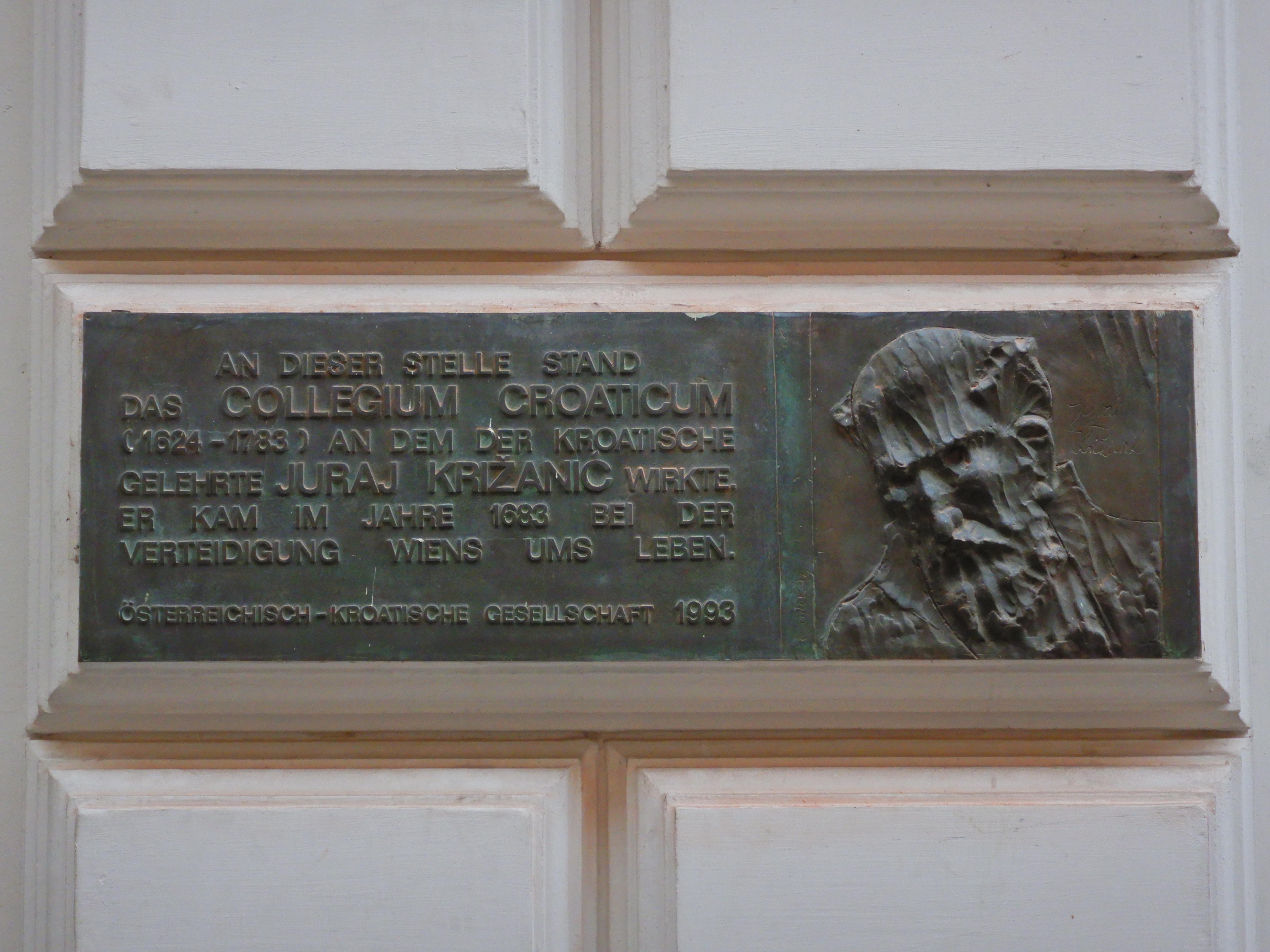
Gedenktafel für Juraj Križanić in Wien. Die Inschrift lautet: An dieser Stelle stand das Collegium Croaticum (1624-1783) an dem der kroatische Gelehrte Juraj Križanić wirkte. Er kam im Jahre 1683 bei der Verteidigung Wiens ums Leben.
Österreichisch-Kroatische Gesellschaft 1993

## Leben
Juraj Križanić wurde 1618 als Sohn des kroatischen Adeligen Gašpar Križanić, ein Offizier unter Zrinski und seiner Mutter Suzane geboren. Er besuchte eine jesuitische Grundschule in Laibach, und von 1629 bis 1636 das Gymnasium in Zagreb. Im August 1638 erhielt er seinen M.A. in Graz (Hauptfach Philosophie) und erwarb den theologischen Doktorgrad am Collegium Graecum S. Athanasii in Rom im Jahre 1642. In seinen Arbeiten widmete er sich hauptsächlich dem Kampf gegen Lutheraner und Calvinisten.
Er war früh um eine missionarische Stellung in Russland bemüht, war aber zunächst als Lehrer am Theologischen Seminar in Zagreb, und später als Pfarrer tätig. 1647 schließlich reiste Križanić zum ersten Mal nach Russland, auf polnischer Mission, und wurde in Moskau von Patriarch Iosif empfangen. Er blieb bis 1650 in Russland und schloss sich später einer Gesandtschaft nach Konstantinopel an. Zwischen 1651 und 1658 hielt sich Križanić in Wien, Rom, und Florenz auf. 1659 brach er ohne päpstliche Erlaubnis nach Moskau auf und erreichte es am 17. September (27. September) in Tarnung eines ukrainischen Kriegsflüchtlings. Da er verdächtigt wurde, ein katholischer Agent zu sein, wurde er sogleich verhört. Er gab an, eine Geschichte Russlands sowie eine Grammatik des Kirchenslawischen verfassen zu wollen, und scheint daraufhin als Bibliothekar und Archivar im Moskauer Kreml gearbeitet zu haben. Vermutlich wegen seiner Missionsarbeit als Katholik, wurde Križanić im Januar 1661 auf einen Ukas Zar Alexei Michajlowitschs nach Tobolsk in Sibirien verbannt, wo er bis nach dem Tod des Zaren blieb und sich literarisch sehr aktiv betätigte. Sein Exil dauerte bis 1676. Danach lebte er von 1678 bis 1681 als Mönch im Kloster des Dominikanerordens in Warschau. Bis 1683 hielt er sich in Vilnius und Warschau auf. 1683 reiste er nach Wien, wo er dem polnischen Heer unter der Führung Jan Sobieskis als Feldgeistlicher beistand, und in der letzten großen Defensive gegen die Türken am 12. September 1683 wurde er in der Schlacht am Kahlenberg bei Wien, die das Ende der osmanischen Belagerung der Stadt markierte, getötet. Er wurde bei Wien begraben.

## Werk
Križanić widmete sich dem Kampf gegen den Calvinismus und Lutheranismus, aber auch der Widerlegung von Schriften der Raskolniki. Während seines zweiten Russlandaufenthalts sprach er sich sowohl für eine landesweite Konversion zum Katholizismus, als auch für eine Vereinigung der slawischen Völker unter der Führung Russlands aus, womit er meinte zugleich den Protestantismus und die „ungläubigen“ Türken effektiv bekämpfen zu können.
In seinem Hauptwerk Politik, oder Gespräche über die Herrschaft befürwortet Križanić die absolute Monarchie in Anlehnung an klassische Autoritäten wie Niccolò Machiavelli. Nur eine starke russische Monarchie scheint ihm in der Lage zu sein die Interessen sowohl der eigenen, ihm zufolge abergläubischen und unentwickelten, Bevölkerung, als auch der anderen slawischen Völker zu vertreten. Des Weiteren sieht Križanić die russische Macht als pur und unverfälscht an und warnt vor dem Einfluss ukrainischer politischer Intrigen und der Zermürbung durch die Aristokratie, wie zum Beispiel in Polen. Außerdem sei eine Abkehr vom Aberglauben, sowie von Mythen über den Ursprung Russlands höchst notwendig, ebenso wie der von der griechischen Theologie und der deutschen Technologie. Križanić prophezeite Russland eine bedeutende Zukunft, mahnte aber, dass die Bekehrung zum Katholizismus sowie die Befreiung und Vereinigung der unterdrückten Slawen dazu unbedingt stattfinden mussten.
Heute gilt Križanić als erster Theoretiker und Vorläufer des politischen und militärischen Panslawismus. Ebenso setzte er ein Beispiel für spätere Bemühungen der Katholischen Kirche, Russland zu bekehren. Zudem war er einer der ersten moralistischen Befürworter des aufgeklärten Absolutismus. Križanić hinterließ er eine große Zahl politischer, theologischer, linguistischer, geschichtlicher, und sogar musikologischer Schriften, die größtenteils erst im 19. Jahrhundert veröffentlicht wurden.

## Schriften (Auswahl)
- Politika ili razgovor ob vladatelystvu (Politik, oder Gespräche über die Herrschaft), 1663–1666
- De providentia Dei, 1666–1667
- Historia de Sibiria, 1680